# Canton de Casteljaloux
Pour les articles homonymes, voir Casteljaloux (Gers).
Le canton de Casteljaloux est une ancienne division administrative française située dans le département de Lot-et-Garonne, en région Aquitaine.

## Géographie
Ce canton était organisé autour de Casteljaloux dans l'arrondissement de Nérac. Son altitude variait de 45 m (Leyritz-Moncassin et Villefranche-du-Queyran) à 182 m (Villefranche-du-Queyran) pour une altitude moyenne de 110 m.

## Composition
Le canton de Casteljaloux groupait 7 communes.
| Nom                      | Code Insee | Intercommunalité                     | Superficie (km2) | Population (dernière pop. légale) | Densité (hab./km2) |
| ------------------------ | ---------- | ------------------------------------ | ---------------- | --------------------------------- | ------------------ |
| Casteljaloux (chef-lieu) | 47052      | CC des Coteaux et Landes de Gascogne | 30,59            | 4 638 (2014)                      | 152                |
| Anzex                    | 47012      | CC des Coteaux et Landes de Gascogne | 23,24            | 311 (2014)                        | 13                 |
| Beauziac                 | 47026      | CC des Coteaux et Landes de Gascogne | 15,34            | 270 (2014)                        | 18                 |
| Leyritz-Moncassin        | 47148      | CC des Coteaux et Landes de Gascogne | 20,24            | 220 (2014)                        | 11                 |
| La Réunion               | 47222      | CC des Coteaux et Landes de Gascogne | 28,06            | 489 (2014)                        | 17                 |
| Saint-Martin-Curton      | 47254      | CC des Coteaux et Landes de Gascogne | 41,48            | 303 (2014)                        | 7,3                |
| Villefranche-du-Queyran  | 47320      | CC des Coteaux et Landes de Gascogne | 16,55            | 412 (2014)                        | 25                 |

Casteljaloux est désormais le chef-lieu du canton des Forêts de Gascogne.

## Démographie
| 1962  | 1968  | 1975  | 1982  | 1990  | 1999  | 2006  | 2011  | 2012  |
| ----- | ----- | ----- | ----- | ----- | ----- | ----- | ----- | ----- |
| 6 971 | 7 097 | 6 830 | 6 665 | 6 761 | 6 511 | 6 408 | 6 618 | 6 617 |

## Histoire
De 1833 à 1848, les cantons de Casteljaloux et de Houeillès avaient le même conseiller général. Le nombre de cantons était limité à 30 par département.

## Représentation

### Conseillers généraux de 1833 à 2015
| Période | Période           | Identité                             | Étiquette    | Qualité |
| ------- | ----------------- | ------------------------------------ | ------------ | --- |
| 1833    | 1848              | Pierre Lamarque                      |              | Médecin, maire de Casteljaloux (1837-1846) |
| 1848    | 1852              | Marcelin Barsalou aîné               |              | Propriétaire, maire de Casteljaloux (1848-1851) Négociant à Agen, ancien conseiller d'arrondissement                                                  |
| 1852    | 1870              | Henri de Morin du Sendat             |              | Propriétaire du château du Sendat Maire de La Réunion (1861-1871)                                                                                     |
| 1870    | 1871              | Vicomte Gabriel Drouilhet de Sigalas |              | Ancien officier de cavalerie Propriétaire à Marmande                                                                                                  |
| 1871    | 1887 (annulation) | Raymond Martin                       | Républicain  | Banquier à Agen Maire de Casteljaloux (1870-1877) |
| 1887    | 1887 (annulation) | Henri Dufis                          | Républicain  | Maire de Casteljaloux (1881-1891) |
| 1887    | 1888 (décès)      | Gabriel Col                          | Droite       | Manufacturier à Casteljaloux |
| 1888    | 1892              | Henri Dufis                          | Républicain  | Maire de Casteljaloux (1881-1891) |
| 1892    | 1898              | Raymond Martin                       | Républicain  | Banquier à Agen |
| 1898    | 1904              | Louis Lagasse                        | Rad.         | Avocat, maire de Casteljaloux (1905-1916) Député (1898-1902 et 1906-1910)                                                                             |
| 1904    | 1919              | Joseph Scarpattet                    | Républicain  | Maire de Casteljaloux (1897-1904) |
| 1919    | 1940              | André Milhavet (1867-1941)           | RG           | Chef d'escadron en retraite Maire de Casteljaloux (1940-1941) Nommé membre de la Commission administrative départementale en 1941 décédé en mars 1941 |
|         |                   |                                      |              | |
| 1945    | 1951              | Pierre Dufiet (1870-1967)            | PCF          | Cultivateur Maire de Casteljaloux (1945-1952)) |
| 1951    | 1958              | Gérard Duprat                        | PCF          | Ouvrier Député (1946-1951 et 1956-1958) |
| 1958    | 1976              | Joseph Turroques                     | CNI          | Négociant en tissus Maire de Casteljaloux (1954-1980) Député (1958-1962)                                                                              |
| 1976    | 1992 (démission)  | Jean-Louis Teyssier                  | PS           | Médecin généraliste |
| 1992    | 2001              | André Combes                         | RPR          | Chef d'entreprise Adjoint au maire de Casteljaloux |
| 2001    | 2015              | Jean-Claude Guénin                   | UDF puis UMP | Commercial, assureur, banquier, Maire de Casteljaloux (1994-2017)                                                                                     |

### Conseillers d'arrondissement (de 1833 à 1940)
| Période                                  | Période      | Identité                    | Étiquette                | Qualité |
| ---------------------------------------- | ------------ | --------------------------- | ------------------------ | --- |
| 1833                                     | 1839         | Marcelin Barsalou fils ainé |                          | Maitre de forges à Casteljaloux                                                                             |
| 1839                                     | 1848         | Rémy Dartaud                |                          | Notaire à Casteljaloux                                                                                      |
|                                          |              |                             |                          | |
| 1883                                     | 1888 (décès) | Martial Carcin              | Républicain              | Maire de Saint-Martin                                                                                       |
|                                          |              |                             |                          | |
| 1895                                     | 1901         | M. Dubourg                  | Républicain              | |
| 1901                                     | 1907         | M. Termes                   | Républicain opportuniste | Médecin |
| 1907                                     |              | M. Bridon                   | Soc.ind.                 | |
|                                          |              |                             |                          | |
| 1919                                     | 1925         | Pierre-Camille Landoyé      | Radical                  | Agriculteur à Villefranche-du-Queyran                                                                       |
| 1925                                     | 1931         | Jean Dugal                  | Socialiste agraire       | Maire de Villefranche-du-Queyran                                                                            |
| 1931                                     | 1937         | M. Pédron                   | Rad.ind.                 | |
| 1937                                     | 1940         | Gaston Duleau               | PC-SFIC                  | Cultivateur                                                                                                 |
| 1940                                     |              |                             |                          | Les conseils d'arrondissement ont été suspendus par la loi du 12 octobre 1940 et n'ont jamais été réactivés |
| Les données manquantes sont à compléter. |              |                             |                          | |